# ジェイソン・リッター
ジェイソン・リッター（Jason Ritter, 1980年2月17日 - ）は、アメリカ合衆国出身の俳優。カリフォルニア州ロサンゼルス出身。

## 人物
父は俳優のジョン・リッター、母は女優のナンシー・モーガン。祖父は西部劇俳優でカントリー歌手のテックス・リッター。子供の頃に父が主演するドラマ『Three's Company』のオープニングクレジットに出演している。
2012年に『Parenthood』、2017年に『Tales of Titans』でエミー賞にノミネートされた。
2017年10月、主演ドラマ『Kevin (Probably) Saves the World』の宣伝のため情報番組『The View』にゲスト出演し、劇中でジェイソン演じるケヴィンがたくさんの人々をハグしなければならないという設定にちなみ、スタジオで「1分間でできるだけ多くの人をハグするギネス記録」にチャレンジ。過去の最高記録79人を破る86人をハグしギネス記録を樹立した。

## 出演作品

### テレビ
- ロー&オーダー Law & Order (2001)
- LAW & ORDER:性犯罪特捜班 Law & Order: Special Victims Unit (2003)
- マーシー・ホスピタル Mercy (2009)
- THE EVENT/イベント The Event (2010-2011) - ショーン・ウォーカー
- コール・ミー・クレイジー 5つの処方箋 Call Me Crazy: A Five Film (2013) ※テレビ映画
- パーソン・オブ・インタレスト Person of Interest (2014)
- GIRLS/ガールズ Girls (2015-2016)
- 弁護士ビリー・マクブライド Goliath (2016)
- ロング・ロード・ホーム The Long Road Home (2017)
- ジェニーの記憶 The Tale (2018) ※テレビ映画（映画祭などでも上映）
- レイジング・ディオン Raising Dion (2019)
- ジェン・ブイ Gen V (2023)
- ランタンズ Lanterns (2026)

### 映画
- プール Swimfan (2002)
- フレディVSジェイソン Freddy vs. Jason (2003)
- ヒラリー・ダフのハート・オブ・ミュージック Raise Your Voice (2004)
- ハッピー・エンディング Happy Endings (2005)
- ウィッカーマン The Wicker Man (2006)
- ハリウッド式 恋のから騒ぎ The Deal (2008)
- ブッシュ W. （2008）
- こわれた恋のなおし方 Peter and Vandy (2009)
- パパ、アイ・ラブ・ユー The End of Love (2012)
- ザ・イースト The East (2013)
- アバウト・アレックス About Alex (2014)
- サヨナラの代わりに You're Not You (2014)
- 7ミニッツ 7 Minutes (2014)
- マダム・メドラー おせっかいは幸せの始まり The Meddler (2015)
- インターベンション The Intervention (2016)
- マイ・プレシャス・リスト Carrie Pilby (2016)
- アナと雪の女王2 Frozen II (2019)

### アニメ
- 怪奇ゾーン グラビティフォールズ Gravity Falls (2012-2016) - 主人公ディッパー・パインズの声